# 田海町
田海町（たうみちょう）は、鹿児島県薩摩川内市の町。旧薩摩国薩摩郡東郷田海村、薩摩郡下東郷村大字田海、川内市田海町。郵便番号は895-0071。人口は891人、世帯数は423世帯（2020年10月1日現在）。

## 地理
薩摩川内市の西部、川内川下流域に位置している。字域の北方から東方にかけては東郷町藤川、西方には東郷町宍野、東郷町斧渕、南方には白浜町、中郷町、西方には高城町、城上町がそれぞれ接している。
字域の中央部を鹿児島県道339号東郷西方港線が南北に通り、南端を川内川が東西に流れる。また、川内川に沿って国道267号が通っている。東端には田海川が流れており、川内川に合流している。
集落は北方より西川内（にしごち）、役田、別府原、的場、自下、今村、上ノ原、丸山、向鶴がある。

### 町名の由来
「田海」という地名は川内川沿岸の水田が洪水によって一面海のように見えたことに由来する。

## 歴史

### 江戸期の田海
田海という地名は江戸時代より見え、薩摩国薩摩郡東郷（外城）のうちであった。村高は「天保郷帳」では1,308石余、「旧高旧領」では1,558石余であった。今村には郷士集落が形成されており、庄屋所は別府原に置かれていた。

### 町村制施行後
1889年（明治22年）4月1日に町村制が施行されたのに伴い、東郷のうち田海村、白浜村、中郷村の区域より薩摩郡下東郷村が成立した。それに伴い、それまでの田海村は下東郷村の大字「田海」となった。
1957年（昭和32年）4月1日には下東郷村が川内市及び東郷町、高城村（いずれも現在の薩摩川内市）へ分割編入されることとなった。分割編入に伴い前日に当たる同年3月31日に官報に掲載された「 市町村の廃置分合」（総理府告示）によれば大字田海は以下のとおり分割されることとなった。

薩摩郡東郷町に編入する区域
薩摩郡下東郷村大字田海字大中口、井川、賀崎、井川口、大久保、赤崩、寺川内の区域
薩摩郡高城村に編入する区域
薩摩郡下東郷村大字田海字五色、宇都川原、枇杷宇都、溝下、枇杷野、石原田、安之木川原、野坂、村友、立花、六地蔵、山下川原、松野、戸川内、川越、時吉、大浦、塩水流、亀割、阿手の木、喜藤田の区域
川内市に編入する区域
薩摩郡東郷町及び高城村に編入する区域を除く区域
—市町村の廃置分合（昭和32年総理府告示第223号）
上記の廃置分合に伴い、川内市に編入された区域については、同年4月15日に鹿児島県公報に掲載された「 大字の廃止及び町の新設」（鹿児島県告示）により4月1日付を以て大字田海を廃しその区域より新たに川内市の町「田海町」が設置された。東郷町に編入された区域については同じく4月15日に鹿児島県公報に掲載された「 廃置分合に伴う字の名称変更」（鹿児島県告示）により編入された区域の大字田海を4月1日付で大字藤川に改称する手続きにより既に存在している大字藤川（現在の東郷町藤川）に編入した。また高城村も同様に「 大字名称変更」（鹿児島県告示）によって4月1日付で高城村に編入された区域の大字田海を大字城上に改称する手続きにより、既に存在している大字城上（現在の城上町）に編入した。
2004年（平成16年）10月12日に川内市、東郷町、入来町、祁答院町、樋脇町、下甑村、上甑村、鹿島村、里村が新設合併し薩摩川内市が設置された。この市町村合併に伴い設置された法定合併協議会において川内市の町・字については「現行通りとする。」と協定されたため、名称の変更は行われずに薩摩川内市の町となった。

### 字域の変遷
以下の記述は「角川日本地名大辞典 46 鹿児島県」389頁の記述に基づく。
| 変更後                 | 変更年             | 変更前(小字) |
| ---------------------- | ------------------ | --- |
| 高城村大字城上（編入） | 1957年（昭和32年） | 喜藤太、阿手ノ木、亀割、塩水流、大浦、 時吉、川越、戸川内、山下河原、六地蔵、 案ノ木川原、松野、立花、野坂、村友、 石田原、溝下、枇杷宇都、宇都川原、五色 |
| 東郷町大字藤川（編入） | 1957年（昭和32年） | 大中口、大久保、井川、賀崎、井川口、 赤崩、寺川内 |
| 川内市田海町（新設）   | 1957年（昭和32年） | その他の区域 |

## 人口
以下の表は国勢調査による小地域集計が開始された1995年以降の人口の推移である。
| 年                 | 人口  |
| ------------------ | ----- |
| 1995年（平成7年）  | 1,364 |
| 2000年（平成12年） | 1,297 |
| 2005年（平成17年） | 1,210 |
| 2010年（平成22年） | 1,106 |
| 2015年（平成27年） | 975   |
| 2020年（令和2年）  | 891   |

## 施設

### 公共
- 八幡地区コミュニティーセンター

### 教育
- 薩摩川内市立八幡小学校
- 薩摩川内市立八幡幼稚園

## 小・中学校の学区
市立小・中学校に通う場合、学区（校区）は以下の通りとなる。
| 町丁   | 番地 | 小学校                 | 中学校                 |
| ------ | ---- | ---------------------- | ---------------------- |
| 田海町 | 全域 | 薩摩川内市立八幡小学校 | 薩摩川内市立平成中学校 |

## 交通

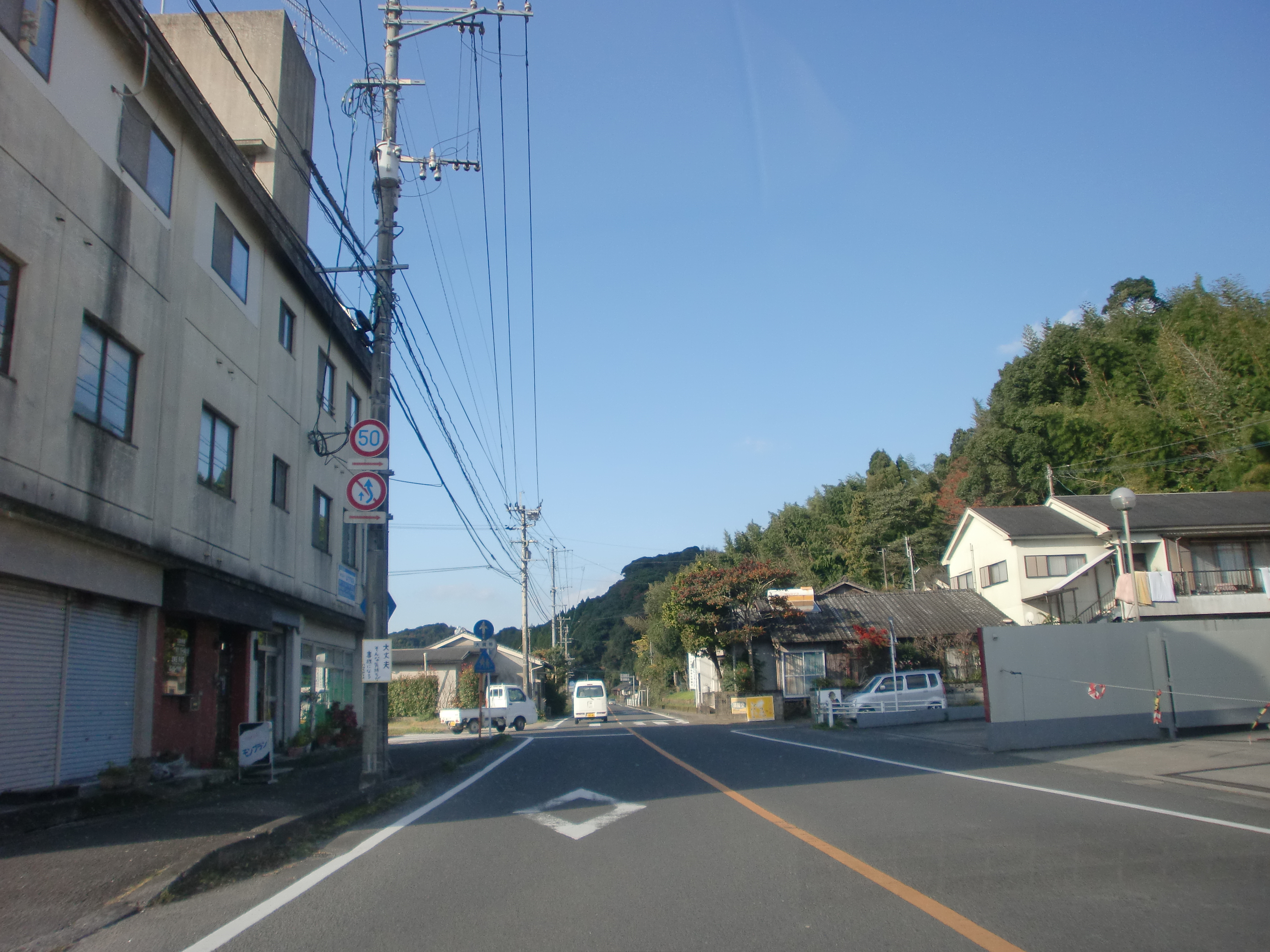
鹿児島県道339号東郷西方港線

### 道路
一般国道
- 国道267号

一般県道
- 鹿児島県道339号東郷西方港線

### 鉄道
対岸の白浜町に宮之城線薩摩白浜駅があったが、1987年（昭和62年）に廃止された為、現在の最寄駅は川内駅である。

## 出身人物
- 田中良二（第3代薩摩川内市長、元鹿児島県議会議員）